# Walther Fiedler

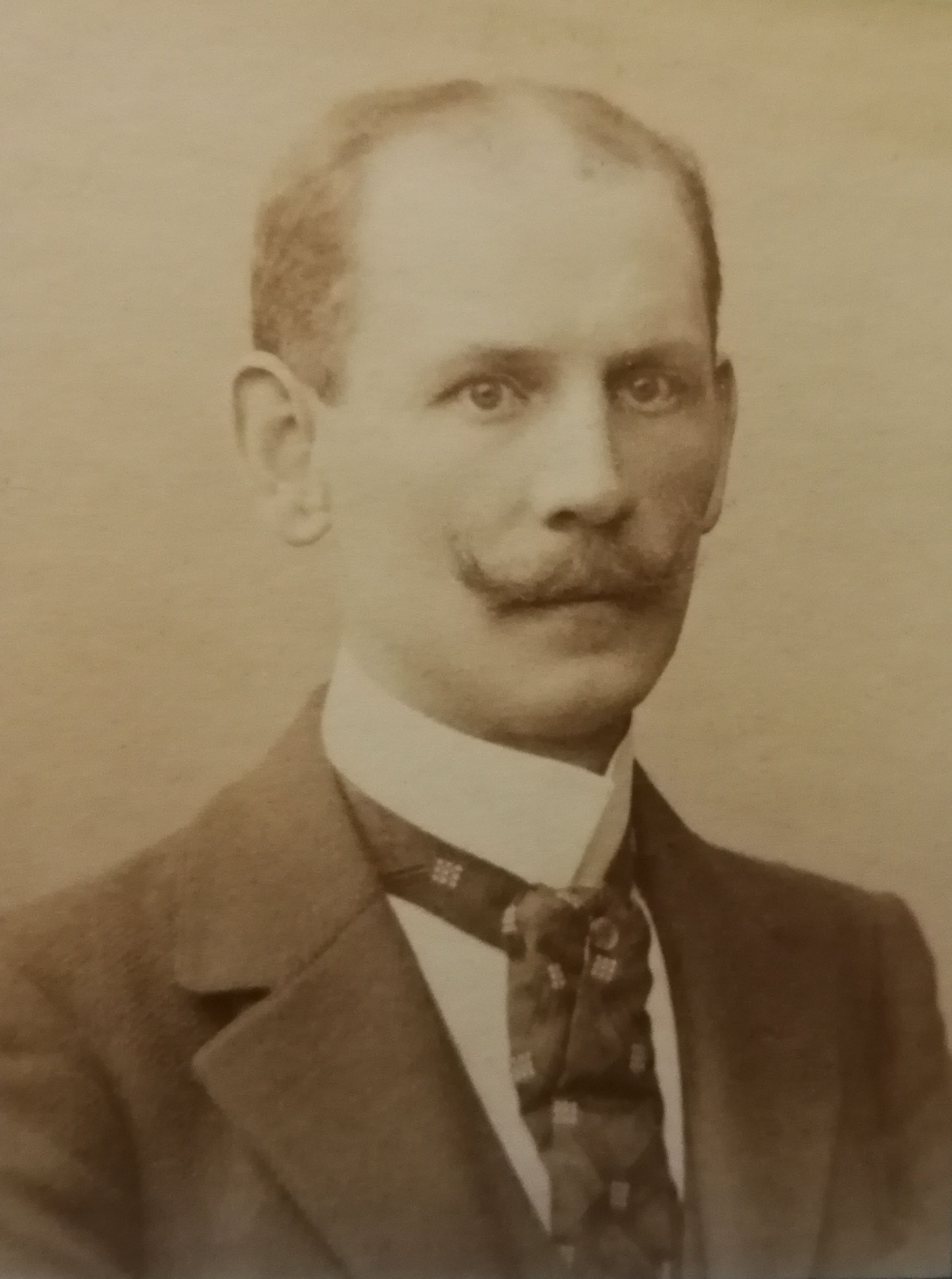
Ernst Ludwig Heinrich Walther Fiedler, ca. 1899

Walther Fiedler (eigentlich Ernst Ludwig Heinrich Walther Fiedler; * 7. Juli 1860 in Bromberg; † 29. Juli 1926 in Leipzig) war ein deutscher Verleger und Gründer des Verlags Walther Fiedler Leipzig, des Literaturvereins und des Verlags der Literaturwerke Minerva in Leipzig.

## Leben und Schaffen
Nach Abitur und naturwissenschaftlichen Studien an der Universität Leipzig arbeitete der junge Fiedler zunächst als Volontär in einer Leipziger Buchhandlung. Danach schlug er zunächst einen kaufmännischen Weg ein. Er gründete in Zittau die Buchhandlung „W. Fiedler's Antiquariat Buch- und Kunsthandlung“, deren Eigentümer er von 1887 bis 1892 war.
1891 gründete er die Verlagsbuchhandlung "Walther Fiedler (Leipzig)", deren Eigentümer er von 1891 bis 1913 war.

### Verlagsbuchhandlung „Walther Fiedler (Leipzig)“

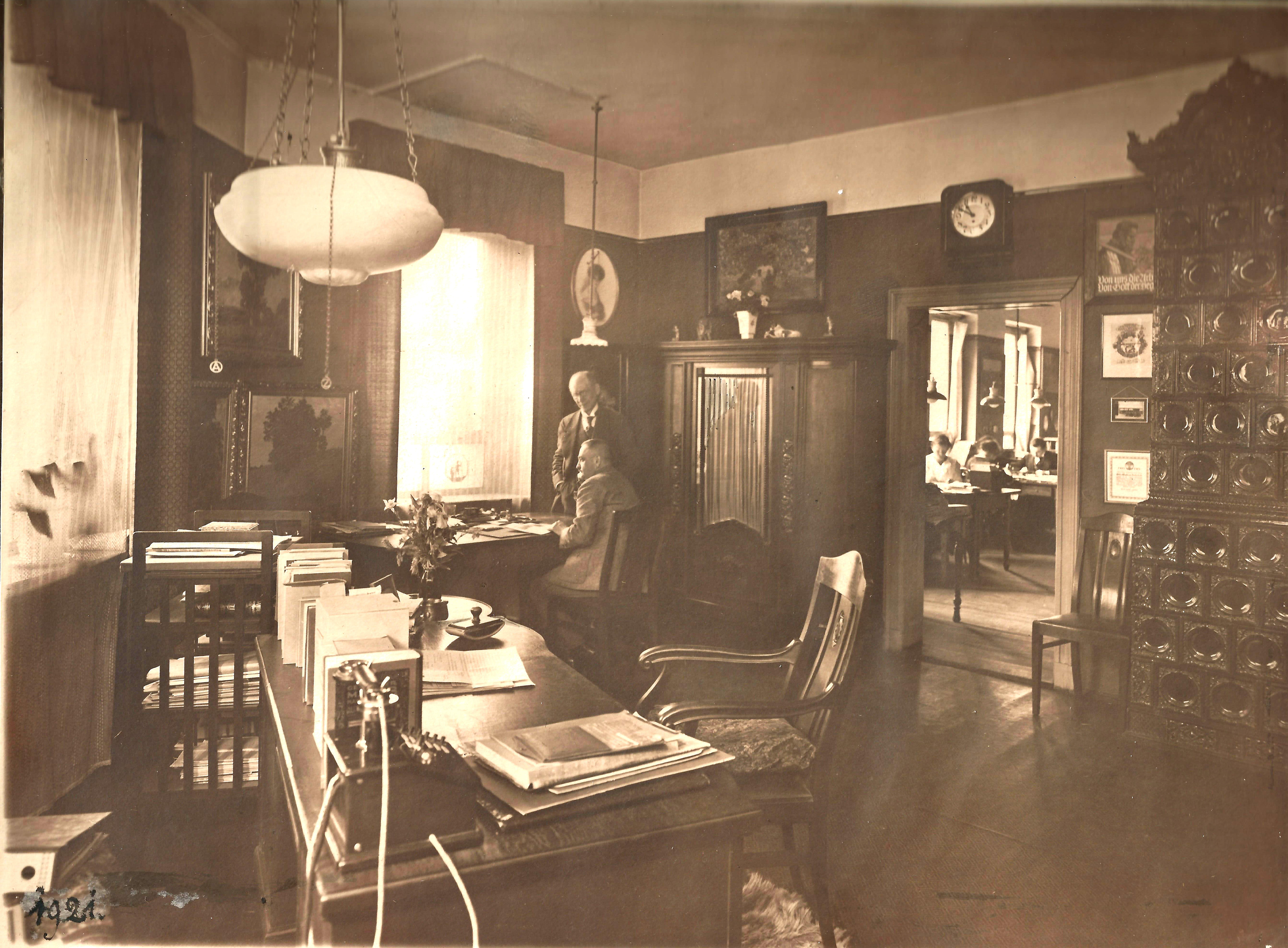
Büroraum des Verlags Walther Fiedler Leipzig, ca. 1900

### Werke als Verleger

#### Die Leipziger „Damastbändchen-Bibliothek“
Die „Damastbändchen-Bibliothek“ war bereits sehr früh im Sortiment des Verlages Walther Fiedler Leipzig. Es handelt sich um eine Sammlung von auswendig gestalteten kleinen Büchlein in namengebenden Damastleinen-Einband mit klassischen Lieblingsautoren der damaligen Frauenwelt in deutscher Sprache. Sie verdienen besondere Erwähnung, da die Bibliothek nicht nur wirtschaftlich erfolgreich war, sondern zudem auch 1893 auf der Weltausstellung in Chicago preisgekrönt wurde.

#### Ausstellungsmarken
Als Vorläufer der gedruckten Reklame veröffentlichte der Verlag Walther Fiedler Leipzig erstmals 1898 Ausstellungsmarken und passende Sammelbücher.
- Sammelbuch für Ausstellungsmarken, 1898[3][4].
- Illustriertes Sammelbuch für alle offiziellen Ausstellungsmarken, Erinnerungs- und Festmarken, 1898[3][4].
- Internationale Ausstellungs-Revue mit Beilage Die Ausstellungsmarke, 1898[3][4].

#### Weitere
- „Neues-Buchhändler-Adreßbuchs“[2]
- „Buchhändler-Bestellkalender“[2]
- „Buchhändler-Kalender“[2]
- „Schriftsteller-Kalender“ (5 Jahrgänge)[2]